# Paul Van Himst
Paul Van Himst  (* 2. říjen 1943, Sint-Pieters-Leeuw) je bývalý belgický fotbalista. Hrával na pozici útočníka.
S belgickou fotbalovou reprezentací vybojoval bronzovou medaili na mistrovství Evropy roku 1972. Hrál i na světovém šampionátu roku 1970.. Celkem za národní tým odehrál 81 utkání a vstřelil v nich 30 gólů. Spolu s Bernardem Voorhoofem je nejlepším střelcem v historii belgického národního týmu, v počtu startů je na šestém místě.
Až na poslední sezónu v Molenbeeku, strávil celou kariéru v Anderlechtu Brusel. Odehrál za něj 457 ligových utkání, v nichž vstřelil 233 branek. Třikrát se stal nejlepším střelcem belgické ligy (1964, 1966. 1968). Osmkrát se s Anderlechtem stal mistrem Belgie.
V anketě Zlatý míč, která hledala nejlepšího fotbalistu Evropy, skončil roku 1965 čtvrtý, roku 1964 pátý. Figuruje na seznamu UEFA Jubilee 52 Golden Players.
Měl přezdívku Polle Gazon, Polle je Paul v bruselském dialektu, Gazon značí tráva, což odkazovalo na jeho časté ležení na trávníku, neboť byl dle statistik nejčastěji faulovaným hráčem.
Po skončení hráčské kariéry se stal trenérem, vedl mj. Anderlecht Brusel, s nímž v sezóně 1982/83 vybojoval Pohár UEFA či belgickou reprezentaci, a to i na světovém šampionátu v USA roku 1994.